# Cordilura tarsalis
Cordilura tarsalis is een vliegensoort uit de familie van de drekvliegen (Scathophagidae). De wetenschappelijke naam van de soort is voor het eerst geldig gepubliceerd in 1923 door Malloch.